# Health Service Executive (Irlande)
Le Health Service Executive (en irlandais : Feidhmeannacht na Seirbhíse Sláinte) est le système de la santé publique de l'Irlande.

## Missions
Par l'entremise d'un système de carte médicale générale, sous le nom en anglais de National Shared Services Primary Care Reimbursement Service du HSE, le HSE-PCRS fournit des services de santé gratuits (y compris les médicaments) aux personnes admissibles en Irlande.

## Historique
Cette organisation de santé a été créée en Irlande par la loi sur la santé de 2004 et est entré officiellement en fonction le 1er janvier 2005. Elle a remplacé dix conseils régionaux de la santé, une autorité sanitaire régionale de l'Est et un certain nombre d'autres agences et organisations différentes. Le ministre de la Santé a conservé la responsabilité générale de l'exécutif au sein du gouvernement. Le HSE a adopté une structure régionale (HSE Dublin Mid-Leinster, HSE Dublin North East, HSE South et HSE West).
Le HSE a fait l'objet de critiques concernant une lourdeur administrative, mais aussi des coupes budgétaires, des réductions de services, etc. Il a indiqué sur ces derniers points devoir maîtriser ses coûts et atteindre un seuil de rentabilité requis pour 2010. Un nouveau regroupement d'hôpitaux a été également annoncé par le ministre irlandais de la Santé, James Reilly, en mai 2013, dans le cadre d'une restructuration des hôpitaux publics irlandais. Il a été secoué enfin par plusieurs scandales médicaux, par exemple concernant des diagnostics erronés de cancer en 2008,.

## Cyberattaque de mai 2021

### Les faits
Le 14 mai 2021, l'Irish Health Service Executive (HSE) a été contraint de fermer ses systèmes informatiques à l'échelle nationale pour contrer une cyberattaque impliquant un rançongiciel.

### Impact de cette cyberattaque
Le rançongiciel qui aurait été utilisé est Conti. Le HSE a affirmé qu'il s'agissait d'une menace de type vulnérabilité zero-day. Le ministre de la Santé Stephen Donnelly a déclaré que l'attaque avait « un impact sévère » sur les services de santé et de soins sociaux.
Le programme de vaccination COVID-19 n'a pas été affecté par l'attaque et se poursuit comme prévu, mais le système d'orientation vers les médecins généralistes et les contacts adhoc sur la lutte contre la COVID-19 a été hors service, ce qui obligeait ces personnes à se rendre sur des sites sans rendez-vous plutôt que de prendre rendez-vous.
Les visites ambulatoires ont du être annulées, sauf pour les femmes enceintes d’au moins trente-six semaines. Les équipes médicales sont revenues à l'usage de dossiers médicaux sur papier par patient. Les services de protection de l’enfance ont également été affectés, mais pas les services d'urgence ni les appels d'ambulance
| Comté              | Hôpital |
| ------------------ | --- |
| Comté de Carlow    | St. Luke's General Hospital |
| Comté de Cavan     | Cavan General Hospital |
| Comté de Clare     | Ennis General Hospital |
| Comté de Cork      | Cork University Hospital Cork University Maternity Hospital |
| Comté de Donegal   | Letterkenny University Hospital |
| Dublin             | Beaumont Hospital Children's Health Ireland at Crumlin Coombe Women & Infants University Hospital National Maternity Hospital Rotunda Hospital Royal Victoria Eye and Ear Hospital St. Columcille's Hospital St. James's Hospital St. Luke's Hospital Children's Health Ireland at Temple Street Tallaght University Hospital |
| Comté de Galway    | University Hospital Galway Merlin Park University Hospital Portiuncula University Hospital |
| Comté de Kerry     | University Hospital Kerry |
| Comté de Kildare   | Naas General Hospital |
| Comté de Laois     | Midland Regional Hospital, Portlaoise |
| Comté de Limerick  | University Hospital Limerick St. John's Hospital University Maternity Hospital Croom Hospital |
| Comté de Louth     | Louth County Hospital Our Lady of Lourdes Hospital, Drogheda |
| Comté de Mayo      | Mayo University Hospital |
| Comté de Meath     | Our Lady's Hospital, Navan |
| Comté de Monaghan  | Monaghan Hospital |
| Comté d'Offaly     | Midland Regional Hospital, Tullamore |
| Comté de Roscommon | Roscommon University Hospital |
| Comté de Sligo     | Sligo University Hospital |
| Comté de Tipperary | South Tipperary General Hospital Nenagh Hospital |
| Comté de Waterford | University Hospital Waterford Kilcreen Regional Orthopaedic Hospital |
| Comté de Westmeath | Regional Hospital Mullingar |
| Comté de Wexford   | Wexford General Hospital |

Le HSE s'est fait aider par le Centre national irlandais de cybersécurité, le Garda Síochána, et par divers partenaires, notamment internationaux.
Le ministre d'État chargé des marchés publics et de l'administration en ligne, Ossian Smyth, a déclaré qu'il s'agissait d'une attaque internationale, « peut-être la plus importante cyberattaque contre l'État irlandais ».
Une demande de rançon a été formulée par les attaquants, pour décrypter les données et de ne pas publier les « données privées ». Le Taoiseach Micheál Martin a déclaré que la rançon ne serait pas payée, et l'attaque traitée de manière méthodique.